# Raklev Sogn
Raklev Sogn er et sogn i Kalundborg Provsti (Roskilde Stift).
I 1800-tallet var Raklev Sogn et selvstændigt pastorat. Det hørte til Ars Herred i Holbæk Amt. Raklev sognekommune blev ved kommunalreformen i 1970 indlemmet i Kalundborg Kommune.
I Raklev Sogn findes Raklev Kirke.

## Autoriserede stednavne i sognet
- Brandsbjerg (bebyggelse)
- Bredekilde (bebyggelse)
- Brokkebjerg (bebyggelse)
- Brændemose (bebyggelse, ejerlav)
- Ellede (bebyggelse)
- Ellede By (bebyggelse, ejerlav)
- Gammel Raklev (bebyggelse)
- Gåsetofte (bebyggelse)
- Gåsetofte By (bebyggelse, ejerlav)
- Hestehave (bebyggelse)
- Hvideklint (areal, bebyggelse)
- Illerup (bebyggelse)
- Illerup By (bebyggelse, ejerlav)
- Kallerup (bebyggelse)
- Kallerup By (bebyggelse, ejerlav)
- Mellemvang (bebyggelse)
- Mulen (areal)
- Myrekærshuse (bebyggelse)
- Nostrup (bebyggelse)
- Nostrup By (bebyggelse, ejerlav)
- Nostrup Sandlodder (bebyggelse)
- Nyrup (bebyggelse)
- Nyrup By (bebyggelse, ejerlav)
- Overbjerg (bebyggelse)
- Raklev (bebyggelse)
- Raklev By (bebyggelse, ejerlav)
- Raklev Tranemose (bebyggelse)
- Raklevhøje (bebyggelse)
- Saltbæk (bebyggelse)
- Saltbæk By (bebyggelse, ejerlav)
- Saltbæk Vig (bebyggelse, ejerlav)
- Stoldysse Gårde (bebyggelse)
- Svenstrup (bebyggelse)
- Svenstrup By (bebyggelse, ejerlav)
- Svenstrup Overdrev (bebyggelse)
- Toftemose (bebyggelse)
- Tranemose (bebyggelse, ejerlav)
- Vollerup (bebyggelse)
- Vollerup By (bebyggelse, ejerlav)
- Vollerup Overdrev (bebyggelse)

## Navnet
Fra 1300-tallet kendes stavemåderne Rakløf, Raakløøf og Rakløw. Stednavne med endelsen -lev stammer fra tiden efter 400 e.Kr., og findes kun indenfor grænserne af det gamle danske rige. Raklev er imidlertid ikke et -lev-navn, med skal derimod læses "Ra-klev", med Ra- i betydningen "moræne", og -klev  i betydningen "skråning".

## Historie
I Trap Danmark oplyses, at ikke mange sogne i Danmark er rigere på oldtidsminder end Raklev med 45 stengrave og 125 gravhøje. I sognet har der været mindst 58 dysser, hvoraf 47 er sløjfet.
Vilhelm Boye foretog i 1859 en udgravning af Åsehøj i Ellede. Boye fandt en del brandgrave, nedsat i små stenkister, som trærøddernes tryk havde mast itu. Desuden fandt han småsager som en ravperle og brudstykke af et bronzesmykke og overlod dem til Museet for nordiske oldsager. Åsehøj var til Boyes lettelse urørt, hvad der ellers var ualmindeligt i sognet, fordi folketroen skabte håb hos fattigfolk om, at højene indeholdt store skatte. Ifølge Boye fortalte gravplyndrerne ofte, at de havde hørt låg til store pengekister "smække i og op" inde i gravhøjene, men ikke fundet noget af værdi, når de gravede i dem. Da eventuelle gravfund ofte blev kasseret som værdiløse, gik oldsager af stor betydning tabt for stedse.